# Sawangan (ort i Indonesien)
Sawangan är en ort i Indonesien.   Den ligger i provinsen Jawa Barat, i den västra delen av landet, 22 km söder om huvudstaden Jakarta. Sawangan ligger 88 meter över havet och antalet invånare är 114 069.
Terrängen runt Sawangan är platt, och sluttar norrut. Runt Sawangan är det mycket tätbefolkat, med 5 598 invånare per kvadratkilometer. Närmaste större samhälle är Depok, 4,9 km öster om Sawangan. Runt Sawangan är det i huvudsak tätbebyggt.